# Hans Werner von Aufseß

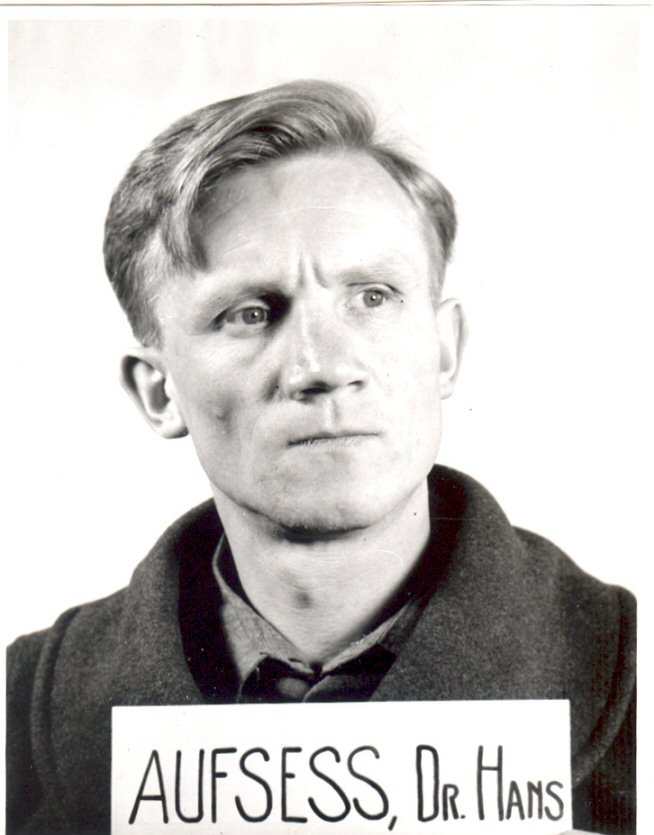
Hans Werner von Aufseß als Zeuge bei den Nürnberger Prozessen.

Hans Werner von Aufseß (auch Hans Werner Freiherr von Aufseß; * 31. Januar 1909 in Scheinfeld; † 29. Mai 1978 in Aufseß) war ein deutscher Jurist, Ministerialbeamter und Verfasser von Reise- und Naturführern.

## Leben
In seiner Jugend besuchte Aufseß ein Gymnasium in Berchtesgaden sowie das Wilhelmsgymnasium München, an dem er 1927 das Abitur bestand. Anschließend studierte er von 1927 bis 1931 Rechtswissenschaften an der Universität München. 1931 bestand er die Erste Juristische Staatsprüfung. Danach war er von 1931 bis 1935 im Juristischen Vorbereitungsdienst bei Gerichten und Verwaltungsstellen in München, Nürnberg und Bremen tätig. 1932 wurde er an der Universität Erlangen mit einer Dissertation über Die strafrechtliche Bedeutung der Einwilligung für die Fahrlässigkeit des Arztes zum Dr. jur. promoviert. Den formalen Abschluss seiner Ausbildung bildete die Große Juristische Staatsprüfung, die er 1935 in Berlin bestand.
Von 1925 an war er im Rahmen der Bündischen Jugend im rechtsgerichteten Großdeutschen Jugendbund aktiv. In der zugehörigen Älterenorganisation Großdeutscher Ring führte er 1927 den Landesring Bayern. In der Nachfolgeorganisation Großdeutscher Bund agierte er 1933 als Landschaftsführer Bayern.
Zum 1. August 1931 trat Aufseß der NSDAP bei (Mitgliedsnummer 576.940). Außerdem wurde er zu dieser Zeit Mitglied der Schutzstaffel (SS. Nr. 10.490), in der er 1938 Hauptsturmführer (Hauptmann) war und am 20. April 1939 den Angleichungsdienstgrad eines Sturmbannführers erreichte. Zwischen März und Juni 1933 war er „Landschaftsführer von Bayern“ des kurzlebigen Großdeutschen Bundes.
1935 erhielt Aufseß eine Anstellung als Sachbearbeiter für Erbhoffragen in der Hauptabteilung I im Reichsnährstand. Von 1936 bis Oktober 1939 bekleidete er den Posten des persönlichen Referenten des Reichslandwirtschaftsministers Walther Darré im Reichsministerium für Ernährung und Landwirtschaft. Danach war er bis Juni 1940 im Erbhof-Referat des Ministeriums tätig, zuletzt im Rang eines Oberregierungsrates.
Von Juni 1940 bis zum Ende des Zweiten Weltkriegs diente Aufseß in der Wehrmacht, zuletzt im Rang eines Leutnants. In der Armee gehörte er zunächst der 1. Gebirgs-Division an, bevor er von Ende Juni 1941 bis Februar 1943 in der Abteilung „Landwirtschaftliche Verwaltung und Organisation“ im Wirtschaftsstab Ost im ostpreußischen Bartenstein eingesetzt war. Danach diente er in der 97. Jäger-Division.
Kurz nach Kriegsende wurde Aufseß von den Alliierten bei Iglau verhaftet. Nachdem er von dort geflohen war, wurde er erneut interniert und nahm 1947 als Zeuge an den Nürnberger Prozessen teil. Später war er als Rechtsanwalt tätig.
Um 1930 und erneut um 1950 veröffentlichte Aufseß mehrere Reise- und Naturführer.

## Beförderungen
- April 1939: Oberregierungsrat

## Schriften
- Der kleine Berchtesgadener Führer, 1927.
- Schellenberg. Führer durch Schellenberg und das Berchtesgadener Land, 1930
- Die strafrechtliche Bedeutung der Einwilligung für die Fahrlässigkeit des Arztes, 1933. (Dissertation)
- Der Obersalzberg. Ein kurzer Wegweiser für den Besucher des Obersalzberg, 1933.
- Das Aufseßtal. Geschichte und Landschaft, 1950.
- Burg Greifenstein im Leinleitertal, 1951.